# Tatiana Antonova
Tatiana Antonova (ukr. Татьяна Антонова; ur. 16 czerwca 1973) – ukraińska zapaśniczka walcząca w stylu wolnym
Zajęła szóste miejsce na mistrzostwach świata w 1995. Srebrna medalistka mistrzostw Europy w 1993; szósta w 1996 roku.